# Maurentius S. Viðstein
Maurentius Sofus Viðstein (10. prosince 1892 Tórshavn – 17. května 1971 tamtéž) byl faerský novinář a politik, spoluzakladatel sociálně demokratické strany a její předseda v letech 1926–1936.
V letech 1925–1931 předsedal faerskému odborovému svazu. V letech 1928–1936 působil jako poslanec faerského parlamentu. V letech 1939–1943 vydával noviny Nýtt land í Dagblaðnum a od roku 1949 do své smrti byl vydavatel deníku Dagblaðið.